# Sungai Rambai (Kampar Kiri)
Sungai Rambai is een bestuurslaag in het regentschap Kampar van de provincie Riau, Indonesië. Sungai Rambai telt 607 inwoners (volkstelling 2010).